# Cerberus australis
Cerberus australis е вид влечуго от семейство Homalopsidae. Видът не е застрашен от изчезване.

## Разпространение и местообитание
Разпространен е в Австралия и Папуа Нова Гвинея.
Обитава крайбрежията на сладководни басейни, морета и потоци.